# Didogobius janetarum
Didogobius janetarum — вид риб родини бичкових (Gobiidae). Описаний у 2018 році.

## Назва
Вид назвали на честь пані Джанет Кемп і пані Джанет Ейр, які щедро підтримали дослідження цього бичка.

## Поширення
Поширений на сході Атлантики. Ендемік Кабо-Верде. Описаний на основі п'яти зразків, зібраних у невеликих печерах і тріщинах скель на глибині від 12 до 20 м біля двох місць на острові Сантьягу.

## Опис
Дрібна рибка, завдовжки до 2,6 см. Спинних колючок 7; спинних м'яких променів 10; анальна колючка 1; анальних м'яких променів 9; хребців 27. Цей вид відрізняється від своїх родичів наступним набором ознак: хребці 27; D2 I,10; луската задня чверть переддорсальної області перед початком D1 і з кількома рядами циклоїдних лусок; луска на тілі, циклоїдна спереду і ктеноїдна ззаду; луски в бічних рядах 30-32, з переднім околопатковим каналом; відсутність преперкулярного головного каналу; підочноямковий ряд 7 кожен по одному сосочку, підочноямкові ряди 2 і 4 близькі до орбіти; бранхіостегальні мембрани рівномірно чорні під преоперкулем, утворюючи V-подібну мітку.